# Vamdrup Kirke
Vamdrup Kirke er en kirke i den vestlige ende af byen Vamdrup. Det antages, at kirken er bygget mellem 1200 og 1300, senere ombygget og udvidet. Rundt om kirken er der kirkegård og øst for præstegård.

## Om kirken
Vamdrup Kirke er bygget i romansk stil, grundfundamentet er opført i kvadersten og stammer fra 2. halvdel af det 12. århundrede. Den er større end de fleste landsbykirker, hvilket peger på en tilknytning til borgen Vamdrupgård samt på, at området har været ganske tæt befolket allerede i den tidlige Middelalder.
Kirken er blevet opført tæt ved to oldtidsgravhøje. Kun den ene, der kaldes "Klokkehøjen", er i dag synlig. Højen stammer formentligt fra bronzealderen og er fredet. Den måler 35 meter i diameter og findes vest for kirken. Den anden gravhøj lå uden for syddiget, omkring 50 meter syd for skibets sydøstlige hjørne, og stammede muligvis fra stenalderen. Højen er dog på et tidspunkt blevet sløjfet.
I Ribe Oldemoder fra sidst i det 13. århundrede er kirken nævnt i kirkelisten og sat til en afgift på 5 skilling sølv. Kirken skulle ifølge Ole Worm have været viet til Sankt Gregorius.
Fra senest 1500-tallet og frem til 1875 var Hjarup Sogn et annekssogn til Vamdrup. Herefter blev Vamdrup Sogn et selvstændigt pastorat. Siden 1979 har Hjarup igen været annekssogn til Vamdrup. Kirken kom i 1680 til at høre under det nyoprettede Koldinghus rytterdistrikt. Formentlig ved en auktion i 1765-67 solgte kongen kirken til overhofmarskal Christian Frederik Moltke af Trøjborg.
Moltkes gods omfattede også Østerbygård i Vamdrup sogn. Moltkes enke solgte i 1772 Østerbygård til Frederik Vilhelm Hansen. Med i handlen fulgte kirken, og den har herefter tilhørt gårdens skiftende ejere frem til 1913, hvorefter den overgik til selveje.
Kirkegården ligger rundt om kirken og er flere gange i det 20. århundrede udvidet mod syd. På kirkegården er opsat en mindesten over den danske dragon Niels Larsen, som døde i Treårskrigen.
Kirkens kor med apsis blev i 1797 revet ned, og 1919-20 gennemgik kirken en større ombygning og fik opført nyt kor i øst og tårn i vest. Mellem 1797 og 1919 var der sakristi, hvor kirken tidligere havde haft kor. Inden kirken fik et tilbygget tårn, havde oldtidsgravhøjen vest for kirken fungeret som plads for en ophængt klokke i en tømret stabel, deraf også navnet til gravhøjen. Kirkens ældste klokke stammer fra 1435. Der er indgang til kirken fra tårnet og våbenhuset, som er bygget i senmiddelalderen. Der har tidligere været en såkaldt kvindedør, som i dag er tilmuret.
Kirkens døbefont er fra omkring det 13. århundrede og ligesom selve kirken også i romansk stil. Kirkens sølvtøj og værdifulde genstande er flere gange blevet stjålet, blandt andet under krigene mod svenskerne i det 17. århundrede. Senest i juli 2014 havde Vamdrup Kirke indbrud. Igennem et tagvindue fire meter oppe var ukendte gerningsmænd kommet ind i kirken, men der blev dog ikke stjålet noget.

## Galleri
- Minde over dragonen Niels Larsen, der faldt i juli 1848
- Kirkens prædikestol
- Kirkealter
- Set fra koret
- Set mod koret
- Portal ind fra våbenhuset
- Kirkebænk
- Klokkerne i tårnet